# Епархия Добы
Епархия Добы (лат. Dioecesis Dobana) — епархия Римско-Католической Церкви с центром в городе Доба, Чад. Епархия Добы распространяет свою юрисдикцию на северную часть регион Восточный Логон. Епархия Добы входит в митрополию Нджамены. Кафедральным собором епархии Добы является церковь святой Терезы в городе Доба.

## История
6 марта 1989 года Римский папа Иоанн Павел II издал буллу Inter cetera, которой учредил епархию Добы, выделив её из епархии Мунду.

## Ординарии  епархии
- епископ Michele Russo MCCI [1](6.03.1989 – по настоящее время).

## Источник
- Annuario Pontificio, Libreria Editrice Vaticana, Città del Vaticano, 2003, ISBN 88-209-7422-3
- Булла Inter cetera (лат.)